# Liste des parcs de loisirs aux Pays-Bas

## Localisation des principaux parcs de loisirs aux Pays-Bas
| Deltapark Neeltje Jans Plopsa Indoor Coevorden Koningin Juliana Toren Avonturenpark Hellendoorn Drievliet Duinrell Attractiepark Slagharen Toverland Walibi Holland Efteling |

## Brabant-Septentrional
- BillyBird Park Hemelrijk, Volkel
- DippieDoe, Best
- Efteling, Kaatsheuvel
- Speelland Beekse Bergen, Hilvarenbeek

## Drenthe
- Attractiepark Sprookjeshof, Zuidlaren
- Drouwenerzand, Drouwen
- Kabouterland, Exloo
- Plopsa Indoor Coevorden, Coevorden
- Rijk der kabouters en laven, Eext

## Flevoland
- Aviodrome, Lelystad
- Walibi Holland, Biddinghuizen

## Frise
- Doolhofpark Bakkeveen, Bakkeveen
- Duinen Zathe, Appelscha
- Kameleondorp, Terhorne
- Sybrandy's Speelpark, Oudemirdum

## Groningue
- Familiepark Nienoord, Leek
- Wonderwereld, Ter Apel

## Gueldre
- Dolfinarium Harderwijk, Harderwijk
- Hof van Eckberge, Eibergen
- Koningin Juliana Toren, Apeldoorn
- Het Land van Jan Klaassen, Braamt
- De Leemkuil, Nijmegen
- Park Tivoli, Berg en Dal
- 't Veluws Zandsculpturenfestijn, Garderen

## Hollande-Méridionale
- Archeon, Alphen aan den Rijn
- Dino Experience Park, Gouda
- Drievliet, La Haye
- Duinrell, Wassenaar
- Madurodam, La Haye
- Miniworld Rotterdam, Rotterdam
- Plaswijckpark, Rotterdam

## Hollande-Septentrionale
- Linnaeushof, Bennebroek
- Oud Valkeveen, Valkeveen
- Sprookjeswonderland, Enkhuizen

## Limbourg
- Aardbeienland, Horst aan de Maas
- BillyBird Park Drakenrijk, Beesel
- Kinderstad Heerlen, Heerlen
- Sprookjesbos Valkenburg, Fauquemont
- Steinerbos, Stein
- Toverland, Sevenum
- Wereldtuinen Mondo Verde, Landgraaf

## Overijssel
- Attractiepark Slagharen, Slagharen
- Avonturenpark Hellendoorn,	Hellendoorn
- Dinoland Zwolle, Zwolle
- Speelpark Hoge Boekel, Enschede
- De Waarbeek, Hengelo

## Utrecht
- KidZcity	Utrecht

## Zélande
- Deltapark Neeltje Jans, Vrouwenpolder
- Mini Mundi, Middelbourg